# F505i
ムーバ F505i（ムーバ エフ ごー まる ご アイ ）は、富士通製のNTTドコモ向けの携帯電話(mova)端末である。

## 概要
505iシリーズでは、5番目に発売された。デザインはF504iSを踏襲しつつ、薄型化されている。
メインディプスレイは、大型・高解像度・多色になった約26万2144色表示（ソフト処理により約1670色表示可）の2.2インチQVGA液晶を搭載。サブディスプレイは、256色表示（ソフト処理により約1万6384色表示可）対応の有機ELとなっている。ただし、写真撮影時のファインダーとしては利用できない。
メニュー画面は、それまでのFシリーズから大きく変わり、Pシリーズに似た9個のアイコンが表示される形式になった。
カメラは、約128万画素CCD（記録画素数123万画素）となり、F504iSよりも大幅にスペックアップされている。フォトライトも搭載されている。接写撮影、動画撮影、QRコードの読取にも対応している。一方、F504iSにあったインカメラは廃止された。
他の505iシリーズと同様、外部メモリスロットを備えており、本機は、miniSDメモリーカードに対応している。また、16MBのminiSDメモリーカードが付属している。
日本国内向け端末として、初めて指紋認証機能を搭載。内側のボタン下に読取装置を備えている。

## 歴史
- 2003年3月20日　電気通信端末機器審査協会による技術基準適合認定の設計認証（設計認証番号A03-0125JP、J03-0017）
- 2003年4月2日　 テレコムエンジニアリングセンターによる技術基準適合証明の工事設計認証（工事設計認証番号01WAA1092）
- 2003年4月8日　 N505i・P505i・SO505i・SH505i とともに mova505i シリーズの開発を発表。
- 2003年7月11日　発売開始。
- 2012年3月31日　movaサービス終了により使用はこの日限りとなる。